# 2985 a.C.
Il 2985 a.C. (MMCMLXXXV a.C. in numeri romani) è un anno  del XXX secolo a.C.

## Eventi
- c. 2985 a.C. - Antico Egitto: Semerkhet settimo faraone (c.a. 2985 a.C. - 2960 a.C.) della I dinastia egizia